# Zamach na autobus w Megiddo
Zamach na autobus w Megiddo – zamach terrorystyczny przeprowadzony w dniu 5 czerwca 2002 roku w autobusie na skrzyżowaniu Megiddo przy kibucu Megiddo na północy Izraela. W zamachu zginęło 17 osób (plus zamachowiec samobójca), a 43 osoby zostały ranne. Odpowiedzialność za zamach wziął na siebie Palestyński Islamski Dżihad.

## Okoliczności zamachu
W lipcu 2000 roku premier Ehud Barak (lider lewicowej Izraelskiej Partii Pracy) rozpoczął negocjacje z przewodniczącym Autonomii Palestyńskiej Jasirem Arafatem. Rozmowy prowadzono w Camp David z udziałem amerykańskiego prezydenta Billa Clintona. Barak złożył Arafatowi propozycję zakończenia konfliktu izraelsko-palestyńskiego, idąc na największe ustępstwa w dziejach (m.in. uznając podział Jerozolimy na części żydowską i arabską, w której miałaby powstać stolica przyszłego państwa palestyńskiego). Arafat jednak odrzucił te propozycje. W konsekwencji 28 września 2000 roku wybuchło palestyńskie powstanie – intifada Al-Aksa. Fiasko wysiłków pokojowych i eskalacja przemocy w Autonomii Palestyńskiej połączone z serią zamachów terrorystycznych w Izraelu doprowadziły do rozpadu koalicji rządowej. W tej sytuacji Ehud Barak ogłosił 10 grudnia 2000 roku przyspieszone wybory. W dniu 7 marca 2001 roku odbyły się bezpośrednie wybory premiera, które wygrał lider prawicowego Likudu Ariel Szaron. Przyjął on politykę zdecydowanej odpowiedzi na palestyński terror, przeprowadzając między innymi operację „Ochronna Tarcza”, w trakcie której na początku 2002 roku Siły Obronne Izraela zajęły większość miast Autonomii Palestyńskiej. W dniu 3 maja 2002 roku zakończono większość działań operacyjnych, pozostawiając godzinę policyjną na zajętych obszarach. W odpowiedzi nastąpiła seria krwawych zamachów terrorystycznych przeprowadzanych przez terrorystów-samobójców.

## Przebieg zamachu

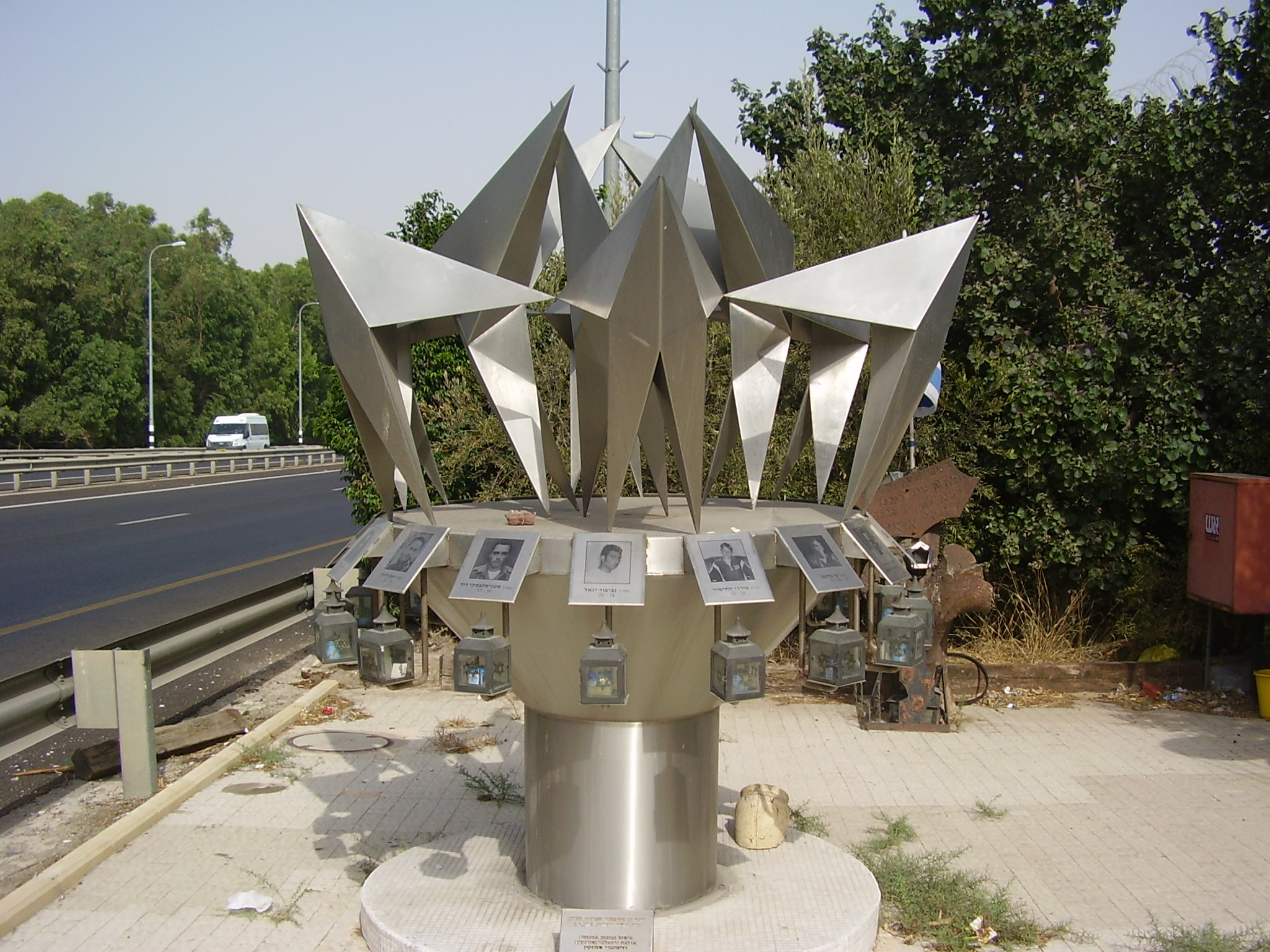
Pomnik ofiar zamachu

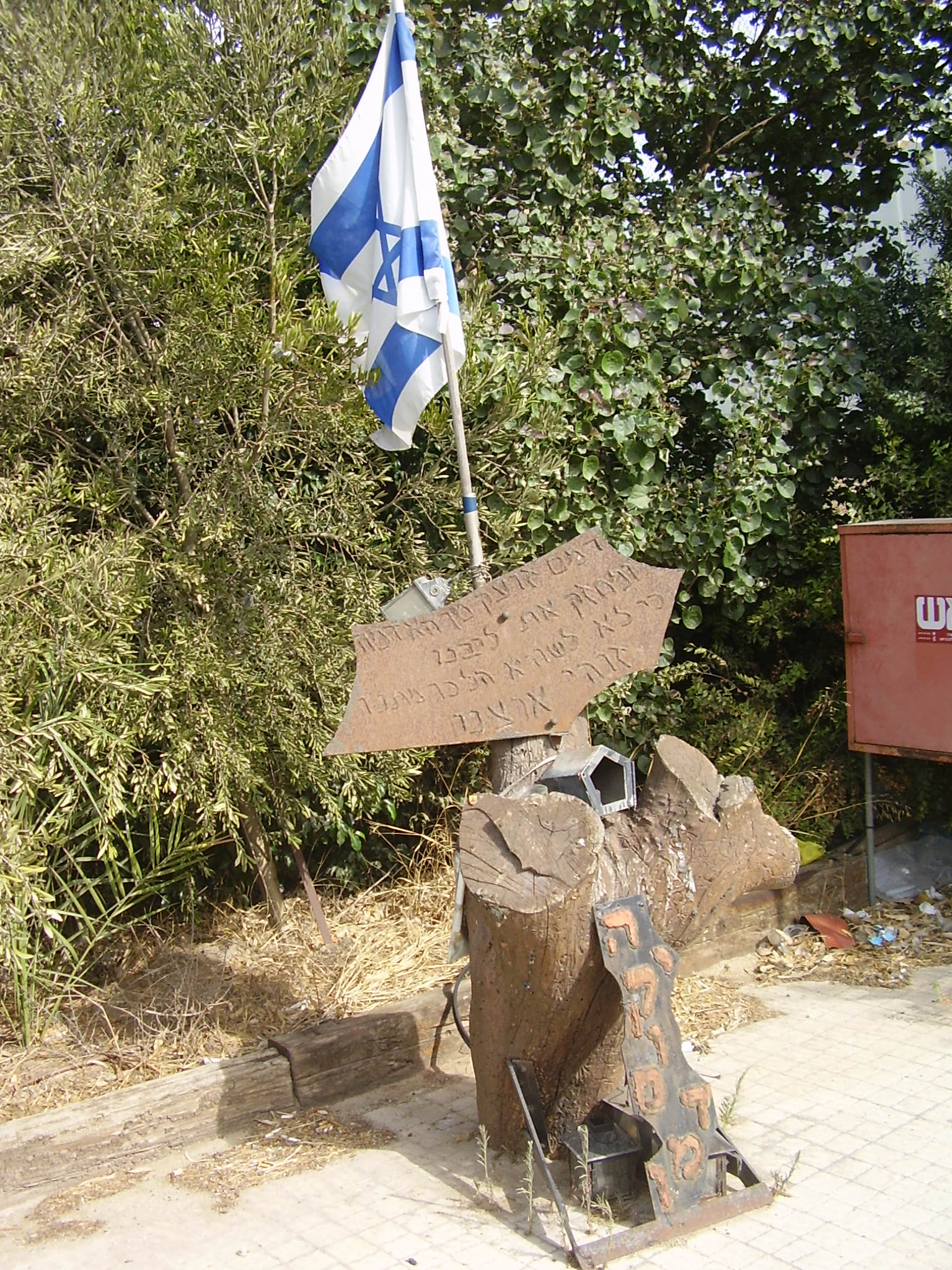
Pierwsza tablica upamiętniająca ofiary zamachu

W środę 5 czerwca 2002 roku palestyński zamachowiec-samobójca przyjechał samochodem typu van Renault na skrzyżowanie Megiddo drogi nr 66 z drogą nr 65. W samochodzie znajdowało się kilkadziesiąt kilogramów materiałów wybuchowych. Zamachowiec zdetonował ładunek wybuchowy, gdy do skrzyżowania zbliżył się autobus linii Egged nr 830 jadący z Tel Awiwu do Tyberiady. Do wybuchu doszło o godziny 7.15 rano w odległości około 50 metrów od skrzyżowania. Bomba wybuchła w momencie, gdy autobus przejeżdżał przy samochodzie zamachowcy, dokładnie na wysokości zbiornika paliwa autobusu. Wybuch wyrzucił część pasażerów z autobusu, dzięki czemu niektórzy z nich przeżyli. Zniszczony autobus stanął w płomieniach. Przybyli na miejsce zamachu ratownicy nie byli w stanie wejść do wnętrza autobusu, gdyż panowała tam ekstremalnie wysoka temperatura.
W zamachu zginęło 13 izraelskich żołnierzy oraz 4 cywili (a także zamachowiec-samobójca). Ranne zostały 43 osoby, z czego większość stanowili żołnierze na przepustkach.
Lista zabitych:
| - kapral Liron Awitan, 19 lat, z Hadery - kapral Awraham Barzilaj, 19 lat, z Netanji - kapral Denis Blumin, 20 lat, z Hadery - starszy sierżant Eliran Buskila, 21 lat, z Hadery - starszy sierżant Cewi Gelberd, 20 lat, z Hadery - sierżant Wioletta Chizgajew, 20 lat, z Hadery - starszy sierżant Genadi Isakow, 21 lat, z Hadery - sierżant Sari’el Kac, 21 lat, z Hadery - kapral Wladimir Morari, 19 lat, z Hadery | - sierżant Jigal Nedipur, 22 lata, z Netanji - sierżant Dotan Reisel, 22 lata, z Hadery - starszy sierżant Dawid Stanislawski, 23 lata, z Netanji - sierżant Siwan Wiener, 19 lat, z Holonu - Cijjon Agmon, 50 lat, z Hadery - Adi Dahan, 17 lat z Afuli - Szimon Timsit, 35 lat, z Tel Awiwu - Elijjahu Timsit, 32 lata, z Sederot |

Odpowiedzialność za zamach wziął na siebie Palestyński Islamski Dżihad. W wydanym oświadczeniu powiedział, że zamach został przeprowadzony w 35. rocznicę wybuchu wojny sześciodniowej, w której Izrael zajął terytorium Strefy Gazy, Samarii i Judei.

## Konsekwencja zamachu
W godzinę po zamachu duże zgrupowanie Sił Obronnych Izraela wkroczyło do miasta Dżanin, uznanego przez Izrael za twierdzę palestyńskich terrorystów. Izraelczycy działania te nazwali „rutynowym patrolem”. Władze Autonomii Palestyńskiej oficjalnie potępiły zamach, odrzucając oskarżenie Izraela, który obarczył Jasira Arafata odpowiedzialnością za atak.
W dwa dni po zamachu do Izraela przyleciał dyrektor Centralna Agencja Wywiadowcza George Tenet. Przeprowadził on rozmowy z izraelskimi i palestyńskimi przywódcami, usiłując nakłonić ich do wznowienia negocjacji i powstrzymania fali zamachów terrorystycznych. Szef palestyńskich negocjatorów Sa’ib Urajkat powiedział: „W odpowiedzi na zamach powinno nastąpić wznowienie procesu pokojowego”. Strona izraelska w odpowiedzi postawiła dwa warunki: zaprzestanie samobójczych ataków terrorystycznych i przeprowadzenie szeroko zakrojonych reform w Autonomii Palestyńskiej. George Tenet omówił wówczas kwestie zreformowania palestyńskich sił bezpieczeństwa. Arafat zaproponował połączenie dziesięciu różnych palestyńskich formacji i utworzenia z nich trzech agencji bezpieczeństwa. Kwestie te były później omawiane przez premiera Ariela Szarona podczas spotkania 10 czerwca 2002 roku z prezydentem George’em Bushem w Białym Domu.
Gdy zawiodły wszelkie próby dyplomatycznego rozwiązania konfliktu, izraelska armia rozpoczęła 22 czerwca 2002 roku operację „Zamknięta droga”. Izraelczycy ponownie zajęli wszystkie duże miasta Autonomii Palestyńskiej i wystawili wojskowe punkty kontrolne na wszystkich drogach. W ten sposób ograniczono komunikację pomiędzy palestyńskimi grupami terrorystycznymi działającymi w różnych miastach. W wielu miejscach doszło wówczas do walk.